# Joachim Hagenauer
Joachim Hagenauer (né le 29 juillet 1941) est un théoricien de l'information et professeur émérite à l'Université technique de Munich. Il est le pionnier de l'utilisation des soft bits, une technique de théorie du codage qui contribue à la haute performance des turbo codes.
Ses travaux ont fait progresser le codage turbo et conduit à une amélioration significative du codage de canal pour les communications et le stockage numériques. Ses travaux sont appliqués à la conception de récepteurs numériques, aux transmissions par satellite et à d'autres facettes des télécommunications.

## Biographie
Hagenauer obtient son doctorat en 1974 de l'Université de technologie de Darmstadt où il est également professeur adjoint. En 1990, il est nommé directeur de l'Institut des technologies de la communication du Centre aérospatial allemand DLR à Oberpfaffenhofen. En 1993, il est président du département des technologies de la communication de l'Université de technologie de Munich, en Allemagne.
Il est également actif au sein de l'IEEE Information Theory Society.
Il reçoit les prix Erich Regener et Otto Lilienthal de l'Association aérospatiale allemande et le prix Armstrong de l'Institute of Electrical and Electronics Engineers, et est également élu à l'Académie bavaroise des sciences. En 2003, il reçoit la Médaille Alexander Graham Bell de l'IEEE pour ses réalisations dans le domaine des télécommunications.